# Szaif Ali Khán
Szaif Ali Khán  (Újdelhi, 1970. augusztus 16. –) indiai színész.

## Családja
Nawab of Pataudi és Sharmila Tagore színészek fia.

## Filmjei
- Lucky By Chance (2006)
- Yahhuu (2006)
- Eklavya (2006)
- Yagna (2005) .
- Salaam Namaste (2005) … Nikhil "Nick" Arora
- Parineeta (2005) … Shekhar Rai
- Being Cyrus (2005) … Cyrus Mistry
- Ham tum (2004) … Karan Kapoor
- Ek Hasina Thi (2004) … Karan Singh Rathod
- LOC Kargil (2003) … Capt. Anuj Nayyar
- Kal ho ná ho  (2003) … Rohit Patel
- Darna Mana Hai (2003) … Anil Manchandani
- Na Tum Jaano Na Hum (2002) … Akshay
- Rehnaa Hai Terre Dil Mein (2001) … Rajiv Shyamrao ("Sam")
- Dil csáhta hai (2001) … Sameer
- Love Ke Liye Kuchh Bhi Karega (2001) … Rahul Kapoor
- Yeh Pyaar Hi To Hai (2000)
- Kya Kehna (2000) … Rahul Modi
- Biwi No. 1 (1999) … Deepak (Special Appearance)
- Aarzoo (1999) … Amar
- Hum Saath-Saath Hain: We Stand United (1999) … Vinod
- Kachche Dhaage (1999) … Dhananjay Pandit 'Jai'
- Yeh Hai Mumbai Meri Jaan (1999) … Raju Tarachand
- Humse Badhkar Kaun (1998) … Sunny
- Keemat (1998) … Ajay
- Udaan (1997) … Raja
- Hamesha (1997) … Raja/Raju
- Tu Chor Main Sipahi (1996) …. Raja/King
- Bambai Ka Babu (1996) … Vikram (Vicky)
- Dil Tera Diwana (1996) … Ravi Kumar
- Ek Tha Raja (1996) … Sunny
- Imtihaan (1995) … Vicky
- Surakshaa (1995) … Amar/Prince Vijay
- Aao Pyaar Karen (1994) … Raja
- Yaar Gaddar (1994) … Jai Verma
- Main Khiladi Tu Anari (1994) …. Deepak Kumar
- Yeh Dillagi (1994) … Vikram 'Vicky' Saigal
- Aashiq Awara (1993) … Jimmy/Rakesh Rajpal
- Pehchaan (1993)
- Parampara (1992) … Pratap Singh

## Külső hivatkozások
- Szaif Ali Hán a PORT.hu-n (magyarul)

1. ↑  https://timesofindia.indiatimes.com/entertainment/hindi/bollywood/news/when-saif-ali-khan-opened-up-about-his-divorce-with-amrita-singh/articleshow/58821348.cms. (Hozzáférés: 2019. november 4.)